# BAC TSR-2
O British Aircraft Corporation TSR-2 (em inglês: Tactical Strike and Reconnaisance, Mach 2; traduzido em português: Bombardeiro Tático e de Reconhecimento, Mach 2) foi um projeto desenvolvido pela British Aircraft Corporation, de bombardeiro tático e avião de reconhecimento para a Força Aérea Real Britânica, cancelado em meados da década de 1960.
O TSR-2 estava desenhado para poder entrar no campo de batalha, a baixa altitude e alta velocidade, para posteriormente atacar objetivos primários como armamento nuclear ou convencional. Ele também  foi criado para realizar reconhecimento fotográfico a grande altitude e altas velocidades. Estes requerimentos de desenho faziam do TSR-2 um avião de alta tecnologia para a época em que se estava desenvolvendo, sendo considerado um dos mais avançados para desempenhar estes papéis. Apesar de só um dos dois protótipos chegou a voar, as provas do voo demostraram que a aeronave estava preparada para alcançar estas estritas especificações em seu desenho.
O TSR-2 foi vítima de decisões políticas que, junto com as disputas entre os distintos ramos das Forças Armadas do Reino Unido sobre as futuras necessidades de defesa do país, levaram a controvérsia decisão de abandonar o programa em 1965. Depois da eleição do novo governo, o TSR-2 foi cancelado devido ao aumento dos custos de desenvolvimento, favorecendo em seu lugar a aquisição do General Dynamics F-111K, uma decisão que posteriormente foi também descartada devido ao fato de custos e tempo de desenvolvimento dispararem. O programa TSR-2 foi substituído com a aquisição de mais aviões Blackburn Buccaneer e McDonnell Douglas F-4 Phantom II.
| “ | Todas as aeronaves modernas têm quatro dimensões: amplitude, comprimento, altura e política. TSR-2 simplesmente ficou com as três primeiras. | ” |

## Desenvolvimento

### Cenário pré-operacional

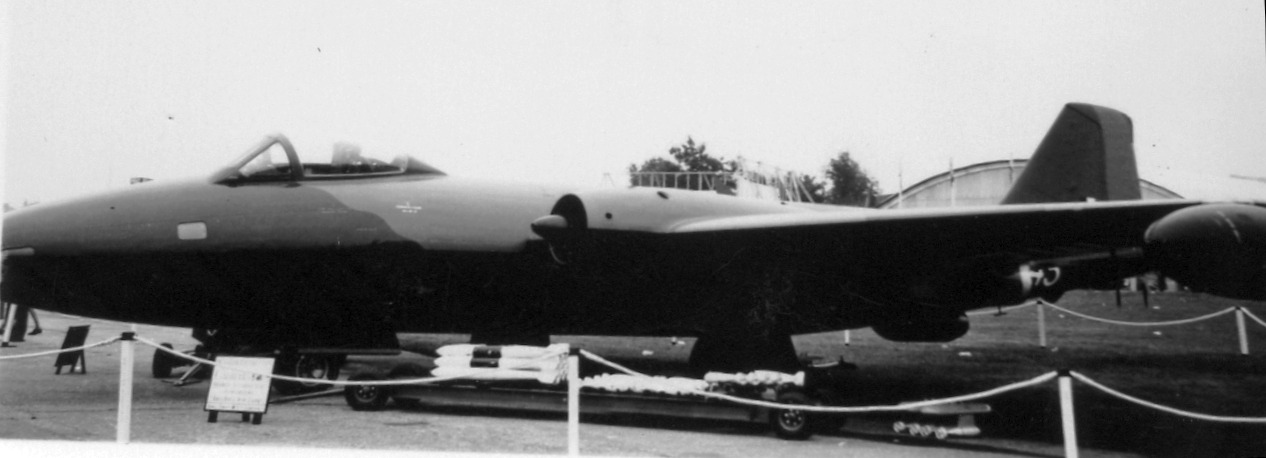
Um English Electric Canberra, da Força Aérea Real Britânica em 1958. os Canberra e os bombardeiros V constituíam a espinha dorsal do bombardeiros do Reino Unido durante as décadas de 1950 e 1960.

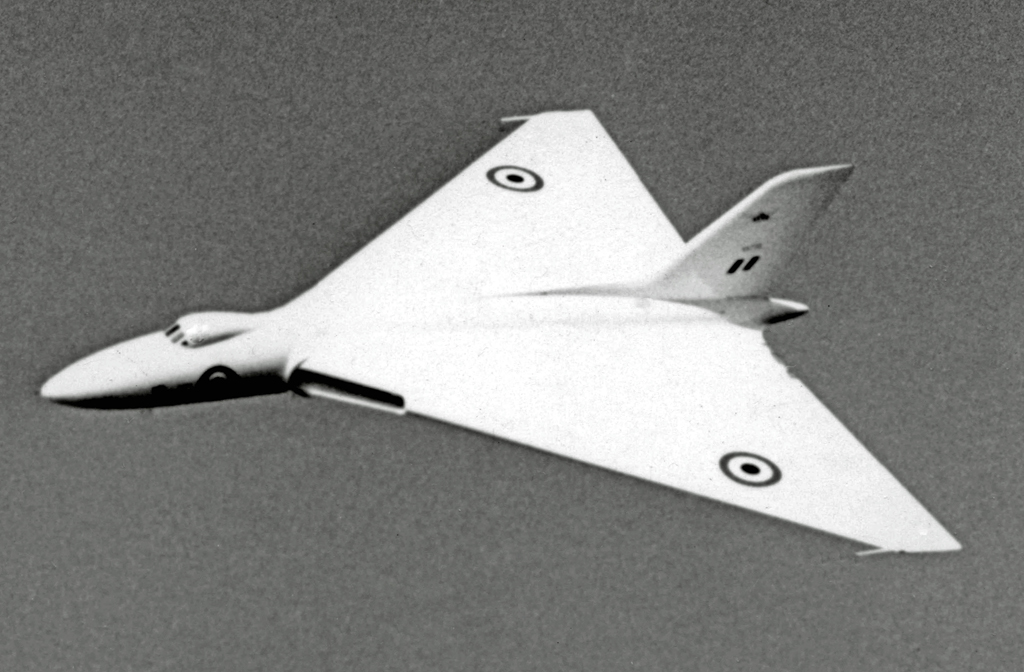
Um Avro Vulcan, da Força Aérea Real Britânica em 1954. O Vulcan, junto ao Handley-Page Victor e ao Vickers Valiant, formava parte dos bombardeiros V britânicos.

Antes do desenvolvimento do TSR-2, a Força Aérea Real Britânica empregava como bombardeiro principal o English Electric Canberra, capaz de voar a grande altitude e a velocidade subsônica. Como o de Havilland Mosquito, o Camberra não possuía armamento de defesa e somente confiava em sua capacidade de voo a grande altitude para evitar as defesas antiaéreas. Contudo, com a entrada em serviço dos mísseis terra-ar guiados por radar, essa tática de combate já não era uma vantagem. Os mísseis terra-ar tinham uma velocidade maior e uma capacidade de alcançar maiores níveis de altitude que qualquer outra aeronave contemporânea. Isto incluía o Canberra e a outros bombardeiros de grande altitude que eram vulneráveis a este tipo de armamento, como os bombardeiros V, também operados pelo Reino Unido, e os B-52 Stratofortress estadunidenses. A primeira aeronave a ser vítima de um míssil terra-ar soviético S-75 Dvina (designação OTAN: SA-2 Guideline) foi um RB-57, uma versão de reconhecimento aéreo do Canberra, derrubado no ano de 1959.
A solução para este problema era voar mais baixo. Devido ao fato de o radar operar pela propagação de ondas eletromagnéticas, uma aeronave que voa a baixa altitude, se beneficia das zonas de sombra da linha de visão do radar, criados pelo horizonte. Na prática, árvores, montanhas, vales e outros obstáculos podem reduzir este alcance ainda mais, fazendo que a captação de ondas a baixos níveis de altura algo praticamente complicado. O Canberra estava desenhado para voos de grande altitude e não estava preparado para voos rasantes, com contínuas mudanças no nível do voo. Isto requeria uma aeronave totalmente diferente. O bombardeiro de  baixo nível de voo, também conhecido como missões de interdição aérea, deram lugar ao desenho de uma nova classe de aeronaves no fim da década de 1950. Estas aeronaves se caracterizavam por suportar uma alta carga alar para reduzir os efeitos das turbulências, radar de altas performances para permitir o voo a baixa altitude e alta velocidade, além de uma carga de combustível maior, para realizar voos com constantes mudanças de nível.

### GOR.339

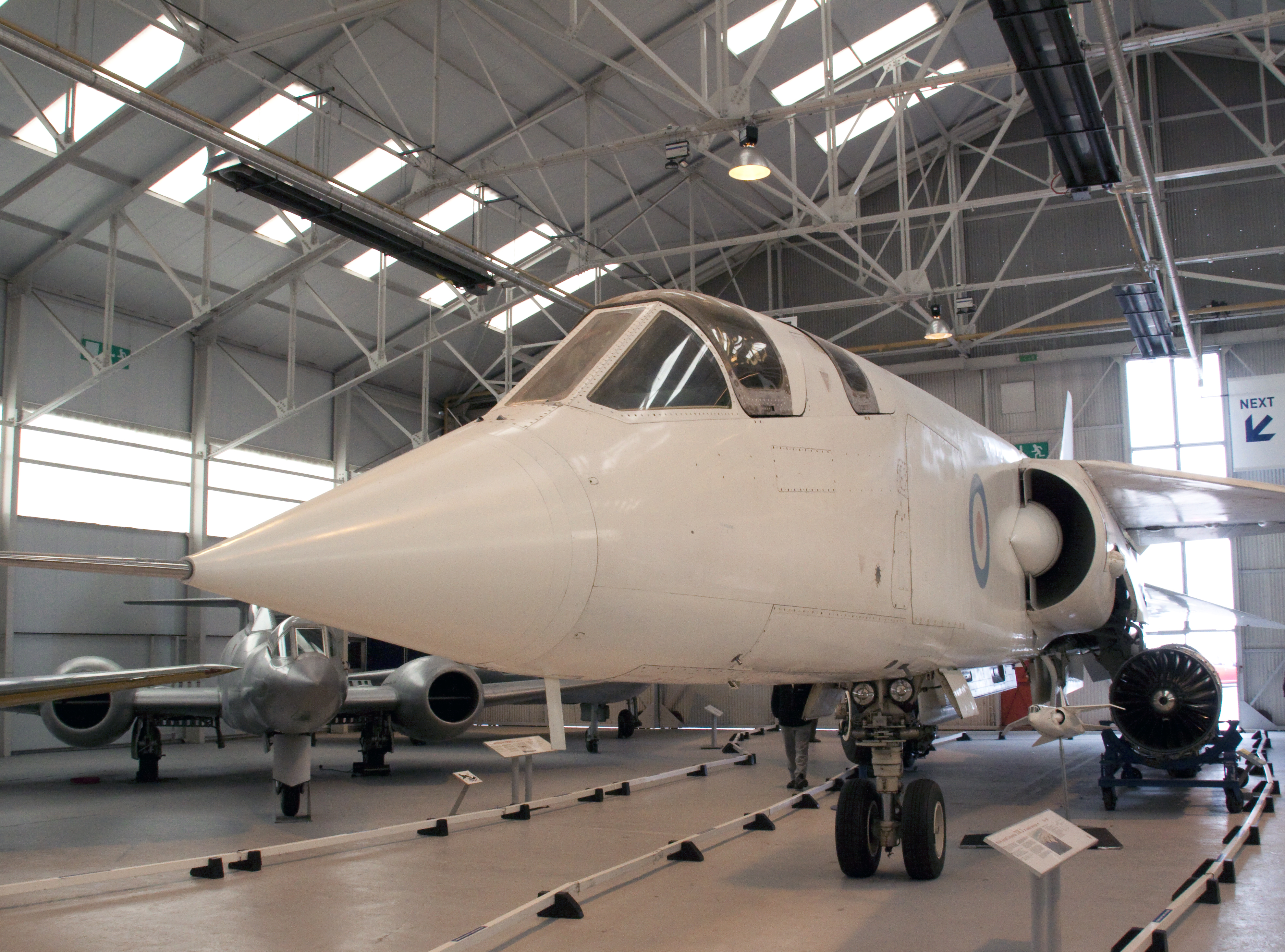
BAC TSR-2, XR220, no Museu da Força Aérea Real Britânica de Cosford

O governo britânico era consciente da mudança no cenário operativo. Em consequência, o Ministério do Abastecimento (precursor do Ministério da Defesa) começou a trabalhar em 1955 com a fabricante English Eletric, em um projeto com o objetivo de definir o desenho de um novo bombardeiro ligeiro que substituísse o Camberra. Estes primeiros estudos terminaram na definição de uma aeronave que deveria ter 2 000 milhas náuticas (3 700 quilômetros) de raio de ação e velocidade de 1,5 Mach em voo em altitude, reduzindo-se às 600 milhas náuticas em voo baixo. Para esta aeronave, se requeria uma tripulação composta por duas pessoas, uma atuando como operadora dos equipamentos de navegação e ataque e a outra como piloto da aeronave. Além disso, teria capacidade para quatro bombas de 1 000 lb (450 kg).
Esta definição inicial foi melhorando, convertendo-se, em novembro de 1956 em oficial. A especificação técnica foi publicada sob a denominação de General Operational Requirement 339 (GOR.339), que foi apresentada a vários fabricantes aeronáuticos em março de 1957. Esta especificação técnica era excepcionalmente ambiciosa para a tecnologia existente naquela época. Requeria uma aeronave supersônica capaz de voar a mais de duas vezes a velocidade do som a grande altitude ou a 1,2 Mach a baixa altitude. Também teria que operar sob quaisquer tipos de condições meteorológicas, sendo capaz de transportar armamento nuclear a largas distâncias, e de oferecer a capacidade de pousar e decolar em distâncias curtas ou uma possível capacidade de decolar e aterrissar verticalmente. Este último requisito do GOR.339, era um efeito secundário, comum nos aeroplanos de combate da década de 1950, que sugeria que um ataque nuclear na etapa inicial de uma guerra poderia acabar com a maioria das bases aéreas e pistas de aterrissagem existentes. Isto se traduziria no fato de que as aeronaves teriam que decolar de pistas não preparadas, assim como campos de aviação abandonados depois da Segunda Guerra Mundial, mesmo de terrenos não suficientemente planos e desobstruídos.
A especificação técnica GOR.339 também requeria:
- Lançamento de armamento nuclear tático a baixo nível, para quaisquer condições meteorológicas, durante o dia e a noite;
- Reconhecimento fotográfico a médio nível (durante o dia) e a baixo nível (durante o dia e a noite);
- Reconhecimento eletrônico para quaisquer condições meteorológicas;
- Lançamento de armamento nuclear tático a médio nível, durante o dia e a noite, com capacidade de bombardeio no escuro, caso seja necessário.
- Lançamento de armamento convencional e de mísseis.

Para o GOR.339, a baixo nível se definia a 1 000 pés de altitude (300 metros), com uma velocidade de ataque a nível do mar de 0,95 Mach. Esta aeronave deveria oferecer um raio de ação de 1 000 milhas náuticas (1 850 quilômetros), e ser capaz de operar na faixa de não mais de 3 000 pés de longitude (900 metros). O TSR-2 cumpria com estes requisitos, já que era capaz de operar a 200 pés do solo, a velocidades de 1,1 Mach.

### Debate político

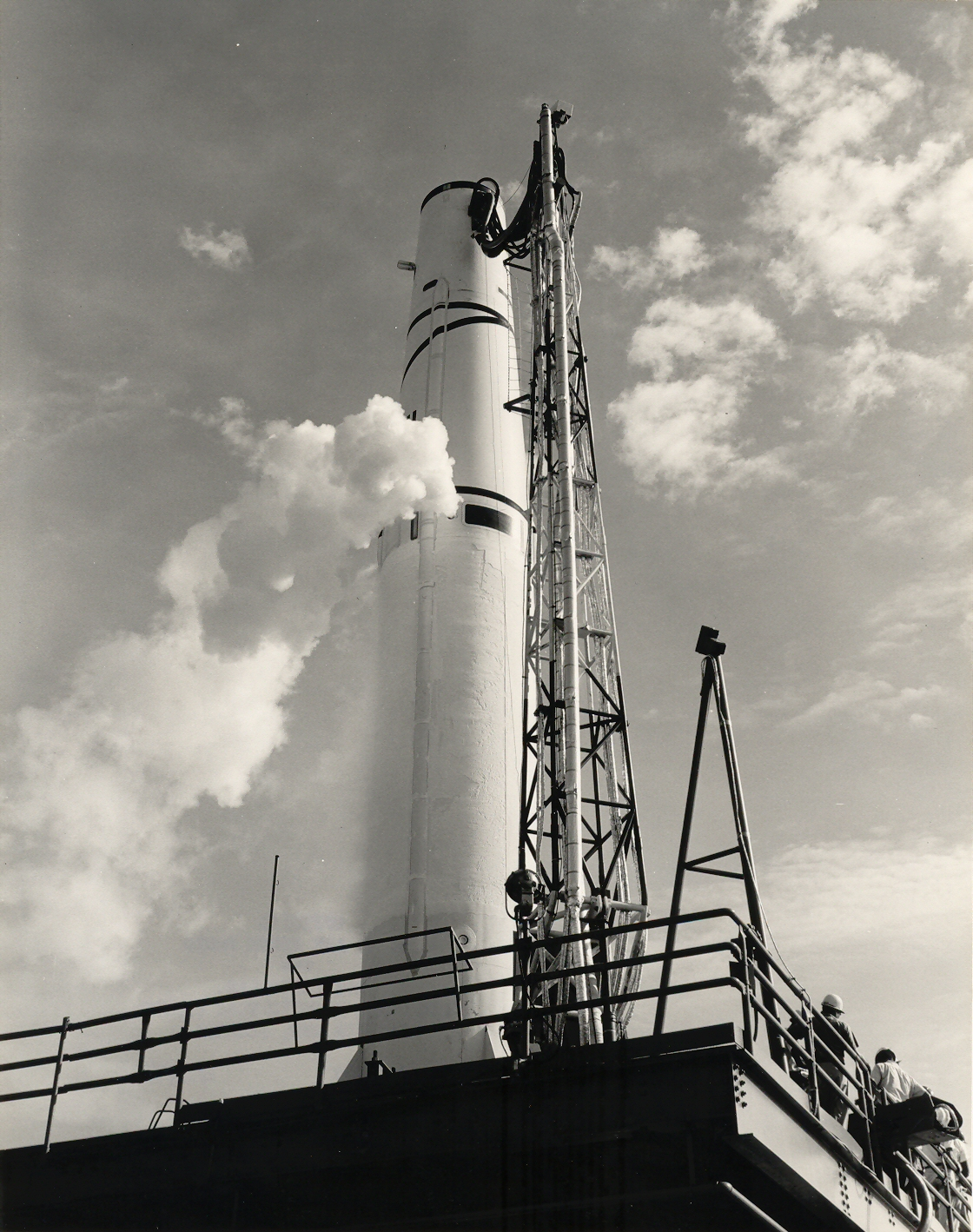
Míssil balístico PGM-17 Thor. A implantação de mísseis balísticos em solo britânico, alimentou o debate sobre a necessidade do TSR-2

Enquanto a especificação técnica GOR.339 estava sendo estudada por vários fabricantes, surgiu a primeira das "tormentas políticas" que afetariam o projeto, quando o ministro de Defesa Duncan Sandys recorreu ao Livro Branco da Defesa de 1957 que a era das lutas corporais haviam terminado, enquanto mísseis balísticos seriam as armas do futuro. Dentro de uma década, essa filosofia se tornou totalmente obsoleta, mas naquela época, e em um clima de Guerra Fria e em plena agitação da estratégia de armas nucleares, os mísseis balísticos como um sistema armamentístico parecia fazer sentido. Especialmente quando este se apresentava como uma solução que oferecia uma economia de custos em comparação com as aeronaves tripuladas. O interesse britânico em mísseis balísticos chegou a aumentar quando os EUA implantaram em solo britânico o sistema PGM-17 Thor, entre 1959 e 1963 sob o denominado Projeto Emily.
Este ponto de vista foi debatido com força, tanto por parte da indústria britânica da aviação como no Ministério de Defesa, durante vários anos. Os oficiais superiores da Força Aérea Real Britânica se opuseram a premissa do Livro Branco, fazendo menção da importância que tinha a mobilidade e de quê o TSR-2 no solo poderia substituir o Canberra, como também poderiam substituir potencialmente a toda a força de bombardeiros V.
Além da discussão sobre a necessidade de aeronaves tripuladas outras decisões políticas complicaram o projeto. Em setembro de 1957, o Ministério do Abastecimento informou aos chefes dos fabricantes aéreos que as únicas propostas aceitáveis seriam as emitidas por equipes compostas por mais de uma empresa. Na década de 1950 havia um grande número de empresas fabricantes de aviões no Reino Unido, enquanto os pedidos estavam diminuindo, o governo pretendia incentivar a cooperação entre determinadas empresas, assim como promover a fusão das mesmas.
Outra questão política desfavorável, foi a desconfiança mútua entre os vários serviços. No momento em que o GOR.339 estava sendo definido, a Marinha real estava no meio de seu projeto NA.39 que acabaria por se tornar o Buccaneer Blackburn.

### Submissões

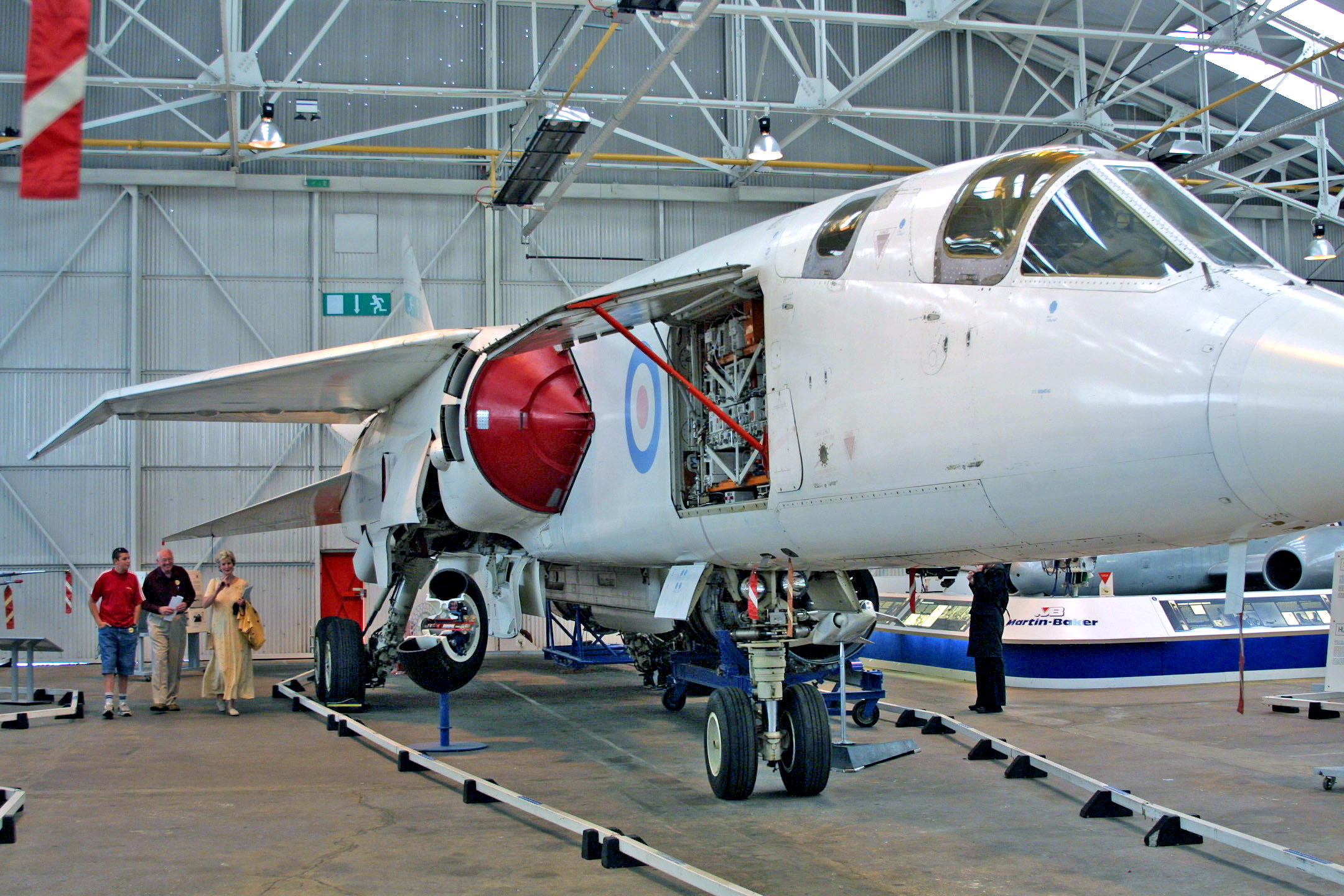
TSR-2 XR220 no RAF Museum Cosford, 2002, com painel de acesso aberto revelando detalhes do interior

O trabalho no GOR.339 continuou, com um prazo de submissão para 31 de janeiro de 1958. Muitas propostas foram inseridas;  A English Electric em parceria com a companhia Short Brothers apresentou o seu P.17A juntamente com o Shorts' P.17D, uma plataforma de elevação vertical que daria ao P.17 uma capacidade VTOL; Projetos também foram recebidos de Avro, Blackburn (NA.39), de Havilland, Fairey, Hawker e Vickers-Armstrongs. O Ministro da aviação eventualmente selecionou o EE P.17A e o Vickers-Armstrongs Type 571 para uma análise mais aprofundada. O Ministério ficou particularmente impressionado com a submissão da Vickers, que incluía não somente o projeto da aeronave, mas um "conceito geral dos sistemas" descrevendo todos os aviônicos, facilidades de apoio e logísticas necessárias para manter a aeronave no campo. Opiniões oficiais da administração da English Electric's acharam decididamente deficiente em comparação ao Vickers, mas a combinação dos dois foi sentida pelo oficialismo, mostrando-se uma união útil e de acordo com o contrato que foi atribuído ao Vickers, com a English Electric como sub-contratante.
A existência do GOR.339 foi revelada ao público em dezembro de 1958 em uma declaração à Câmara dos Comuns do Reino Unido. Sob pressão pelas recomendações da Comissão de estimativas, o Ministério da Aeronáutica examinou maneiras de que as diversas propostas de projetos podiam ser combinadas e, em janeiro de 1959, o ministro do Abastecimento anunciou que o TSR-2 seria construído por Vickers-Armstrongs que trabalham com a English Electric, cujas iniciais provém de "Tactical Strike and Reconnaissance, Mach 2".
Em 1 de Janeiro de 1959, o projeto recebeu um aval oficial; em fevereiro, ficou sob a nova designação requisito operacional 343 OR.343 foi mais específico e se baseou no trabalho de vários envios para GOR.339, especificamente afirmando que as operações de baixo nível seria a 200 pé (61 m) ou menos, e que Mach 2 deveria ser alcançada em altitude.

### Missão

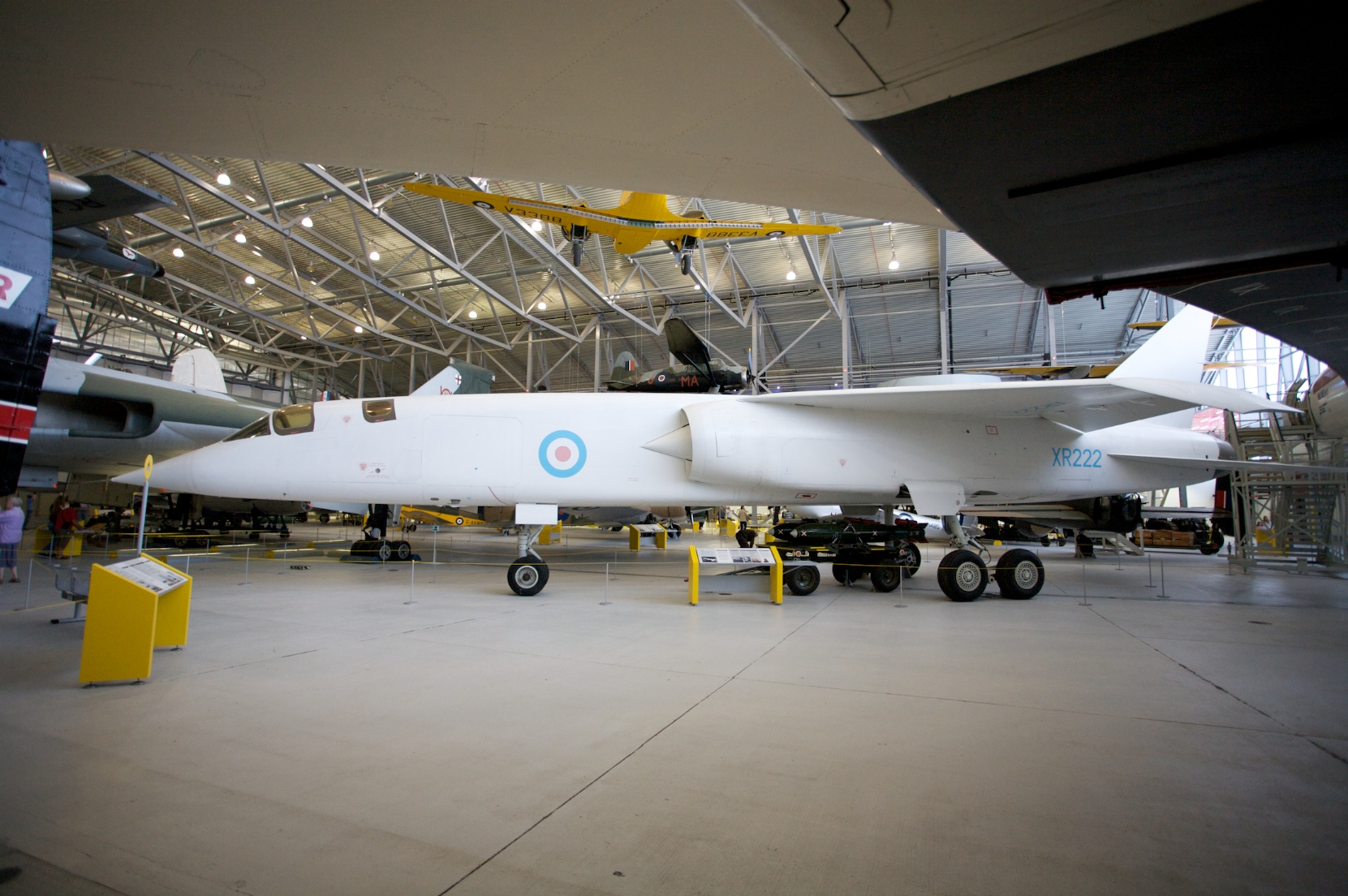
TSR-2 XR222 fotografado em Duxford, na Inglaterra, 2009

A "missão padrão" prevista para o TSR-2 era a de transportar uma arma interna de 2 000 lb (900 kg) por um raio de combate de 1 000 milhas náuticas (1 900 km). Desta missão, 100 milhas náuticas eram percorridas em altas altitudes, em Mach 1,7 e 200 nmi (370 km) dentro e fora da área de alvo, voando a uma altitude tão baixa quanto 200 pé (61 m) a uma velocidade de Mach 0,95. O restante da missão foi a voar a Mach 0,92. Se toda a missão fosse reduzida a voar a 200 pé (61 m) de altitude, o raio de missão seria reduzido para 700 nmi (1 300 km). Cargas de armas mais pesadas poderiam ser realizadas com mais reduções no alcance. Planos para aumentar tal alcance (gama) do TSR-2 incluíam tanques externos de montagem: um tanque com 450 galões-imperiais (2 000 l.) em cada asa ou um tanque com 1 000 galões-imperiais (4 500 l.) carregados centralizadamente abaixo da fuselagem. Caso não sejam carregadas armas internas, mais 570 galões imperiais (2 600 l.), poderiam ser carregados em um tanque na baía de armas. Variantes posteriores seriam equipadas com asas de geometria variável.
| Perfil                  | Carga de combustível                                                                                                  | Altitude                             | Velocidade (Mach No.) | Distância                        | Tempo no ar              | Notas |
| ----------------------- | --- | ------------------------------------ | --------------------- | -------------------------------- | ------------------------ | --- |
| Cruzeiro econômico      | Max interno | 23/35 000 pés                        | Mach 0.92             | 2 780 milhas (4 500 km)          | 5 h, 5 min               | Nota 1: Intervalos em 2 000 lb realizados internamente e mantidos durante todo o voo. Reservas de combustíveis normais incluídos.   |
| Cruzeiro econômico      | Max interno multiplicado por 2 x 450 galões em tanques laterais multiplicado por 1 x 1 000 galões em tanques ventrais | 15/35 000 pés                        | M0.88-0.92            | 3 440 milhas (5 500 km)          | 6 h, 20 min – 6h, 35 min | Ver Nota 1 acima; tanque ventral ainda em fase de projeto                                                                           |
| Cruzeiro de baixo nível | Max interno | 200 pé (61 m) acima do nível do solo | M0.90                 | 1 580 milhas náuticas (2 900 km) | 2 h, 40 min              | Ver Nota 1 acima |
| Cruzeiro de baixo nível | Max interno, 2 x 450 galões em tanques laterais e 1 x 1000 galões em tanques ventrais                                 | 200 pé (61 m) acima do nível do solo | M0.90                 | 2 060 milhas (3 300 km)          | 3 h, 30 min              | Ver Nota 1 acima |
| Supersônico             | Max interno | 50-58 000 ft                         | M2.00                 | 1 000 milhas (1 600 km)          | 53 min                   | Ver Nota 1 acima; subidas e descidas serão a menos de 2,00 m (casco da aeronave e mecanismos de stress limitados a 45 min a 2,00 m) |